# Merge sort
Merge Sort är en stabil sorteringsalgoritm. Den sorterar n objekt med tidskomplexitet O (n log n) i värsta fall. Att algoritmen är stabil betyder att element med lika värde (exempelvis 7 och 7) hamnar i samma ordning i utdata som de var i indata.
Merge Sort-algoritmen är av typen söndra och härska, och har konceptuellt följande steg för att sortera en lista med storlek n:
1. Dela upp listan i n lika stora dellistor (alla med längd 1)
2. Slå samman dellistorna parvis i sorterad ordning
3. Upprepa steg två, tills det bara finns en lista kvar

Den slutgiltiga listan är original-listan i sorterad ordning.
Algoritmen har en tidskomplexitet på O(n log n) i värsta fall, vilket är snabbare än exempelvis Quicksort som har en värsta-fallet-tid på O(n2). Nackdelen med Mergesort är utrymmesbehovet då en ny kopia av listan måste skapas för att kunna genomföra alla sammanslagningar. Det innebär att utrymmeskomplexiteten är O(n), jämfört med exempelvis Quicksort vilken klarar sig på O(log n).

## Implementering
Nedan följer en rekursiv implementering i Python:
```
def
 
MergeSort
(
 
lista
 
):

  
if
 
len
(
 
lista
 
)
 
==
 
1
:

    
return
 
lista

  
#Dela listan i två delar

  
mitten
 
=
 
len
(
lista
)
//
2

  
lista_1
 
=
 
MergeSort
(
 
lista
[
0
:
mitten
]
 
)

  
lista_2
 
=
 
MergeSort
(
 
lista
[
mitten
:]
 
)

  
#Slå samman de sorterade listorna (härska)

  
retur_lista
 
=
 
[]

  
while
 
len
(
 
lista_1
 
)
 
>
 
0
 
and
 
len
(
 
lista_2
 
)
 
>
 
0
:

    
if
 
lista_1
[
0
]
 
<
 
lista_2
[
0
]:

      
retur_lista
.
append
(
 
lista_1
[
0
]
 
)

      
lista_1
.
pop
(
0
)

    
else
:

      
retur_lista
.
append
(
 
lista_2
[
0
]
 
)

      
lista_2
.
pop
(
0
)

  
#Lägg till de element som "blev över" i slutet

  
retur_lista
 
+=
 
lista_1

  
retur_lista
 
+=
 
lista_2

  
return
 
retur_lista

```